# Colostethus inguinalis
Colostethus inguinalis är en groddjursart som först beskrevs av Cope 1868.  Colostethus inguinalis ingår i släktet Colostethus och familjen pilgiftsgrodor. IUCN kategoriserar arten globalt som livskraftig. Inga underarter finns listade i Catalogue of Life.